# АТЕК (хокейний клуб)
АТЕК — український хокейний клуб з міста Києва. Дворазовий чемпіон України з хокею (2007, 2015). Срібний призер чемпіонату України 1995 року, бронзовий призер чемпіонатів України 1996/97, 2002/03, 2003/04 і 2008/09 рр. Учасник європейських кубкових турнірів — Кубка Федерації (сезон 1995/96 рр.).

## Передісторія
Історія хокейної команди київського заводу «Червоний Екскаватор» бере свій початок у 1972 році. У 1973 році кияни вибороли свій перший трофей — Кубок УРСР з хокею. В сезонах 1974, 1975, 1976, 1978 років «екскаваторники» ставали чемпіонами УРСР (тричі під прапором збірної команди Києва в рамках Зимових Спартакіад). Завдячуючи цьому, у сезоні 1979/80 клуб було заявлено до другої ліги Класу «А» першості СРСР (третього дивізіону радянського хокею). У лізі команда виступала без особливих успіхів впродовж п'яти чемпіонатів, а у сезоні 1984/85 відбулася реорганізація і зміна назви з «Машинобудівник» на ШВСМ. 
На заводі продовжувала функціювати аматорська команда «Червоний Екскаватор», востаннє згадується в сезоні 1989/1990. Брала участь у розіграші Кубка СРСР серед колективів фізкультури, вибувши на стадії 1/8 фіналу.

## Історія
Новітня історія команди розпочалася після здобуття Україною Незалежності. Хокейний клуб «екскаваторників» було відроджено у 1994 році під назвою АТЕК. У своєму дебютному сезоні-1995 команда виборола срібло національної першості, отримавши право представляти Україну в європейському Кубку Федерації сезону 1995/96. В одній з трьох півфінальних груп (змагання якої відбувалися в італійському Варезе) АТЕК програв обидва матчі і посів останню, четверту сходинку.
В подальшому в українських чемпіонатах команда виступала з сезону 1996/97 рр. по 2008/09 рр., а також у сезоні 2014/15, здобувши двічі «золото» та чотири рази «бронзові» нагороди.
Президентом хокейного клубу АТЕК з 1994 по 2009 роки був Микола Федорович Коляда.
Після чемпіонського сезону 2015 року команда припинила існування.
Домашні ігри проводив на Льодовій ковзанці «АТЕК».
Офіційні кольори клубу червоний, чорний та білий.

## Статистика
| Сезон   | І  | В | ВО | Н | ПО | П | ЗШ  | ПШ | О  | Місце  |
| ------- | -- | - | -- | - | -- | - | --- | -- | -- | ------ |
| 1995    | 7  | 4 | —  | 1 | —  | 2 | 29  | 24 | 9  | з 7    |
| 1996-97 | 14 | 5 | —  | 3 | —  | 6 | 44  | 54 | 13 | з 7    |
| 1997-98 | 12 | 3 | —  | 2 | —  | 7 | 34  | 67 | 8  | 5 з 7  |
| 1998-99 | 14 | 5 | —  | 1 | —  | 8 | 45  | 65 | 11 | 6 з 8  |
| 1999-00 | 10 | 2 | —  | 4 | —  | 4 | 34  | 36 | 8  | 5 з 6  |
| 2000-01 | 12 | 7 | —  | 2 | —  | 3 | 101 | 55 | 16 | 5 з 16 |
| 2001-02 |    |   |    |   |    |   |     |    |    | 4 з 6  |
| 2002-03 |    |   |    |   |    |   |     |    |    |        |
| 2003-04 |    |   |    |   |    |   |     |    |    |        |
| 2004-05 |    |   |    |   |    |   |     |    |    |        |
| 2005-06 |    |   |    |   |    |   |     |    |    |        |
| 2006-07 |    |   |    |   |    |   |     |    |    |        |
| 2007-08 |    |   |    |   |    |   |     |    |    |        |
| 2008-09 |    |   |    |   |    |   |     |    |    |        |
| 2014-15 | 17 |   |    |   |    |   |     |    |    | з 4    |
| Всього  |    |   |    |   |    |   |     |    |    | —      |

## Чемпіони
Сезон 2006/2007:
| Воротарі: Максим Приятель, Андрій Голубчик. Захисники: Олександр Муханов, Юрій Гунько, Сергій Чумак, Олександр Скороход, Роман Щербатюк, Олег Благой, Дмитро Міщенко, Володимир Алексюк, Юрій Лясковський, Вадим Божко, Ігор Нікулін, Олег Рябенко, Артем Невєров, Денис Хонін. Нападники: Євген Млинченко, Михайло Фадєєв, Сергій Малашенко, Олег Синьков, Андрій Ніколаєв, Олег Циркунов, Микола Коляда, Юрій Печорін, Олександр Хмиль, Олександр Бобкін, Євген Аліпов, Владислав Сєров, Олександр Матвійчук, Віталій Кириченко, Василь Бобровников, Антон Росляков. |

Склад команди у «Золотому» сезоні 2014—2015:
| Воротарі: Кирило Кучер, Сергій Люльчук, Сергій Мандрикін, Олег Хонін Захисники: Олег Благой, Андрій Грицай, Павло Дворецький, Владислав Журавель, Ілля Романенко, Дмитро Толкунов, Денис Хонін, Євген Кривомаз Нападники: Тарас Бега, Олександр Бобкін, Олександр Зіневич, Віталій Гаврилюк, Володимир Карпенко, Владислав Курський, Сергій Левцов, Ігор Люлюк, Владислав Макоревич, Богдан Марініч, Сергій Ровинець, Антон Росляков, Денис Севастьянов, Сергій Супрун, Кирило Фроленко, Богдан Черненко, Андрій Шеремета, Олександр Яковенко, Олексій Янішевський, Денис Дмитренко, Георгій Кіча Головний тренер: Сергій Супрун; тренер: Тарас Бега. |

## Досягнення
- Чемпіон України (2): 2007, 2015
- Срібний призер (1): 1995
- Бронзовий призер (4): 1997, 2003, 2004, 2009

- Чемпіон УРСР (4): 1974, 1975, 1976, 1978
- Володар Кубку УРСР (1): 1973